# 莫雷 (卢瓦-谢尔省)
莫雷（法語：Morée，法語發音：[mɔʁe]）是法国卢瓦-谢尔省的一个市镇，属于旺多姆区。

## 地理
莫雷（47°54'11"N, 1°14'4"E）面积25.83 平方千米，位于法国中央-卢瓦尔河谷大区卢瓦-谢尔省，该省份为法国中北部省份，北起厄尔-卢瓦省，东北接卢瓦雷省，东南接谢尔省，南至安德尔省，西南接安德尔-卢瓦尔省，西北接萨尔特省。
与莫雷接壤的市镇（或旧市镇、城区）包括：布雷万维尔、弗雷特瓦勒、穆瓦西、圣伊莱尔-拉格拉韦勒、维耶维勒赖耶。

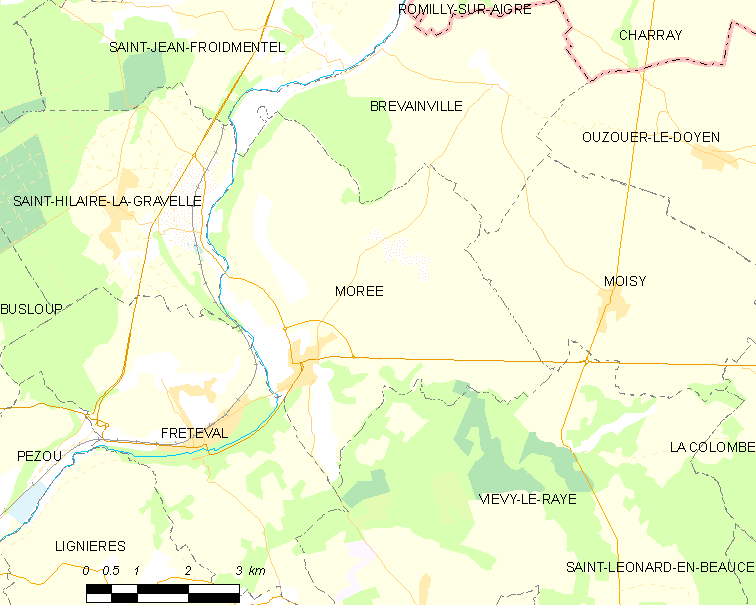
的OSM定位图

莫雷的时区为UTC+01:00、UTC+02:00（夏令时）。

## 行政
莫雷的邮政编码为41160，INSEE市镇编码为41154。

## 政治
莫雷所属的省级选区为佩尔什县。

## 人口

1962-2008年间人口变化图示

莫雷于2022年1月1日时的人口数量为1079人。